# ガイア・ホックス
ガイア・ホックス（2000年5月3日 - ）は台湾出身のプロレスラー。

## 経歴
2016年3月19日、IWLでデビュー。
2019年7月14,15日freedomsのヤングダムズ興行に参戦。
2023年2月15日、freedomsで試合後、政岡純&進祐哉と結託しF-SWAG結成。
2025年、NOAHのjr.TAG LEAGE 2025に出場。

## タイトル歴
- 666きかんしゃ級（パートナーは木下亨平）
- TTTインディー統一6人タッグ（パートナーは政岡純、木下亨平）

## 得意技
- バタフライエフェクト
- バニシングシフト

## 入場曲
- Isis／Joyner Lucas

## 人物・エピソード
- 趣味はゲーム、料理[4]
- 好きな有名人はJ.Coleと政岡純
- 甘いものが好きで特に抹茶味のものが好き
- 2023年ごろから日本に長期滞在しており、流暢な日本語を話す